# Bryan (Texas)
Bryan è un comune (city) degli Stati Uniti d'America e capoluogo della contea di Brazos nello Stato del Texas. La popolazione era di 76.201 abitanti al censimento del 2010. Si trova nel cuore della valle del Brazos (sud-est del Texas centrale). Confina con la città di College Station, che si trova a sud. Insieme formano l'area metropolitana di Bryan-College Station, che possiede una popolazione di oltre 250.000 abitanti.

## Geografia fisica
Bryan è situata a 28°18′21″N 97°16′29″W (30.665547, −96.366745).
Secondo lo United States Census Bureau, la città ha una superficie totale di 115,25 km², dei quali 115,03 km² di territorio e 0,23 km² di acque interne (0,2% del totale).
La città si trova in una posizione centrale, approssimativamente equidistante da tre delle dieci città più grandi degli Stati Uniti. Si trova 95 miglia (153 km) a nord-ovest di Houston, 166 miglia (267 km) a nord-est di San Antonio e 166 miglia (267 km) a sud di Dallas. Si trova 102 miglia (164 km) ad est di Austin, la capitale statale.

## Storia
L'area intorno al futuro sito di Bryan venne colonizzato da membri della colonia di Stephen F. Austin negli anni 1820 e 1830. La terra per il sito fu dunque offerta nel 1859 alla Houston and Texas Central Railway da un nipote di Austin, William Joel Bryan.

## Società

### Evoluzione demografica
Secondo il censimento del 2010, la popolazione era di 76.201 abitanti.

### Etnie e minoranze straniere
Secondo il censimento del 2010, la composizione etnica della città era formata dal 64,22% di bianchi, il 18,04% di afroamericani, lo 0,55% di nativi americani, l'1,72% di asiatici, lo 0,07% di oceanici, il 12,82% di altre razze, e il 2,57% di due o più etnie. Ispanici o latinos di qualunque razza erano il 36,24% della popolazione.